# Caroline Berg
Pour les articles homonymes, voir Berg et Tabourin.
Caroline Berg, née à Glostrup le 3 février 1957, est une actrice et traductrice française.

## Biographie
Elle débute au cinéma sous le nom de Caroline Tabourin. Elle se consacre désormais à la traduction littéraire d'auteurs à succès scandinaves, comme Jussi Adler-Olsen (traductrice officielle[réf. nécessaire] de cet écrivain).
Elle a quatre enfants [réf. nécessaire] :
- Bénédicte
- Laura, dont le père est Philippe Barroso, skieur alpin français à la retraite qui a participé aux Jeux Olympiques d’hiver de 1976
- Thomas
- Jeanne, comédienne, née en 1998 dont le père est Francis Perrin

## Filmographie sélective

### Cinéma
- 1979 : New Generation de Jean-Pierre Lowf Legoff -  Babette
- 1980 : Cherchez l'erreur...  de Serge Korber - l'infirmière
- 1981 : Tais-toi quand tu parles - Une femme au bord de la piscine
- 1981 : Fifty-Fifty de Pascal Vidal - Caroline
- 1981 : Le Marquis s'amuse (Il marchese del Grillo) de Mario Monicelli - Olimpia
- 1981 : Les Filles de Grenoble de Joël Le Moigné - Marie-Christine
- 1982 : Ça va faire mal ! de Jean-François Davy - Pamela
- 1982 : Paradis pour tous de Alain Jessua - Nicole
- 1982 : Josepha de Christopher Frank - Claudine
- 1983 : Y a-t-il un pirate sur l'antenne ? de Jean-Claude Roy - Karine
- 1985 : La Double Vie de Mathias Pascal de Mario Monicelli - Véronique
- 1988 : Une affaire de femmes de Claude Chabrol - Hélène Fillon
- 1989 : Oppressions de Jean Cauchy - la femme du comte
- 1995 : Signes de feu de Luís Filipe Rocha - La tante

### Télévision
- 1982 : Les Enquêtes du commissaire Maigret  - épisode : Maigret et le clochard de Louis Grospierre - Jacqueline
- 1982 : Commissaire Moulin - épisode : Le patron de Claude Boissol - la secrétaire de Chartier
- 1984 : Cinéma 16 - épisode : La Groupie de Jean Streff
- 1985 : Hôtel de police - épisode : Le beau-père de Jean-Pierre Prévost - Madame Gloadec
- 1988 : Le Crépuscule des loups, téléfilm de Jean Chapot - Maria Andréanu
- 1989 : Orages d'été de Jean Sagols : Marianne
- 1989 : Les Jupons de la Révolution - épisode : Talleyrand ou Les lions de la revanche de Vincent De Brus - Dorothée Lusy
- 1992 : Force de frappe - épisode : Dead Heat de Jean-Pierre Prévost  - Madame Martin
- 1992 : Les Années FM - Elisabeth Dupré
- 1992 : Lycée alpin
- 1994 : Une famille formidable - épisode#2.3 : Dure, dure la rentrée de Joël Santoni
- 1994 : Désirs noirs - Corps à corps, téléfilm de Klaus Biedermann - Eva
- 1995 : La Philo selon Philippe - (épisode à déterminer) - Laure Dubreuil
- 1996 : C'est cool !
- 1997 : Studio télé (Talk show) : épisode 22 : Traquenard
- 1999 : Le Matador, téléfilm de Michel Vianey - Madeleine
- 2001 : Avocats et Associés - épisode : (Presque) tout sur Robert  de Alexandre Pidoux - une cliente de Gladys
- 2002 : La Vie devant nous - 5 épisodes de Vincenzo Marano - Mme Lavalette :
- épisode 33 : Dérapage
- épisode 34 : Révolte
- épisode 35 : Machination
- épisode 36 : Révisions
- épisode 40 : Échec et mat

## Théâtre
- 1986 : Le tombeur, une pièce de Robert Lamoureux, mise en scène Jean-Luc Moreau, avec Michel Leeb, Stéphanie Fugain,    Marine Jolivet

## Traductions
| - Miséricorde, Éditions Albin Michel (2011) - Profanation (2012) - Délivrance (2013) - Dossier 64 (2014) - L'Effet papillon (2015) - Promesse (2016) - Selfies (2017) - L'Unité Alphabet (2018) - Victime 2117 (2020) - Le Vieux qui ne voulait pas fêter son anniversaire (2011) - L’Héritière (2014) - Le Prétendant (2015) - Femme de tête (2017) - Trophée (2015) - Le Parc (2016) - Le Sang versé (2014) - La Piste noire (2015) - En sacrifice à Moloch (2017) - Les Nouveaux Prophètes (2020) - La Neuvième tombe (2019) - Octobre (2019) | - Un petit carnet rouge, Éditions Calmann-Lévy (2018) - Un point d'interrogation est un demi-cœur (2019) - Fleur de cadavre, Éditions Albin Michel (2018) - Trompe-l'œil, Éditions Albin Michel (2021) - Jeux de vilains, Éditions Denoël & D'ailleurs (2016) - Lésions dangereuses (2014) - Terezin Plage (2011) - La Vie parfaite de William Sidis (2013) - Nephilim (2010) - L'Art de pleurer en chœur (2010) - Sincères Condoléances (2011) - Fugue au Metropolitan (1998 sous le nom de Caroline Tabourin) - Papa Moumine et la mer (1996 sous le nom de Caroline Tabourin) |